# Chlosyne crocale
Chlosyne crocale är en fjärilsart som beskrevs av Edwards 1874. Chlosyne crocale ingår i släktet Chlosyne och familjen praktfjärilar. Inga underarter finns listade i Catalogue of Life.